# Ocean (band)
Ocean was een Canadese gospelgroep.

## Carrière
Ocean ontstond in 1970. De groep bestond uit songwriter Gene MacLellan en producer Greg Brown, aangevuld met vier andere muzikanten. In 1970 werd de single Put your hand in the hand uitgebracht. Het was een eigen nummer, dat echter eerder door Anne Murray was uitgebracht. De single van Ocean haalde de tweede plaats in de Billboard Hot 100 en scoorde ook in Vlaanderen en Nederland. 

## Discografie
| Single met hitnotering(en) in de Vlaamse Ultratop 50 | Datum van verschijnen | Datum van binnenkomst | Hoogste positie | Aantal weken | Opmerkingen |
| ---------------------------------------------------- | --------------------- | --------------------- | --------------- | ------------ | ----------- |
| Put your hand in the hand                            | 1971                  | 29-05-1971            | 1               | 11           |             |

| Single met eventuele hitnotering(en) in de Nederlandse Top 40 | Datum van verschijnen | Datum van binnenkomst | Hoogste positie | Aantal weken | Opmerkingen |
| ------------------------------------------------------------- | --------------------- | --------------------- | --------------- | ------------ | ----------- |
| Put your hand in the hand                                     | 1971                  | 29-05-1971            | 3               | 10           |             |

## NPO Radio 2 Top 2000
Van Ocean stond alleen Put your hand in the hand in 1999 in de NPO Radio 2 Top 2000, op plek 1952.